# Districtul El Ma Labiodh
El Ma Labiodh este un district din provincia Tébessa, Algeria.